# راز (فیلم ۱۳۵۵)
راز فیلمی به کارگردانی  و نویسندگی نظام فاطمی محصول سال ۱۳۵۵ است.

## خلاصه داستان
مادری از رفتار هول آور غلام می ميرد، و رضا، كه قاچاقچی است، با دختر او شهلا ازدواج می كند. رضا به شهر ديگر می رود؛ اما به جهت بزه كاری به حبس می افتد. شهلا، كه دختری به نام زهره به دنيا آورده ، از مزاحمت های غلام در امان نيست ، و ناچار محل سكونت خود را ترك می كند.

## بازیگران
- بهمن مفید
- یداله شیراندامی
- پرستو (بازیگر)
- جلال پیشواییان
- علی میری
- سوزی یاشار
- علی اکبر مهدوی فر
- پریسا (بازیگر)
- یوسف خلیل پور
- سحر (بازیگر)